# Dongeradeel
Dongeradeel (Dongeradiel  en frisó) és un municipi de la província de Frísia, al nord dels Països Baixos. L'1 de gener de 2007 tenia 24.876 habitants repartits per una superfície de 266,94 km² (dels quals 99,67 km² corresponen a aigua). Limita al nord amb el mar, enfront de les illes d'Ameland i Schiermonnikoog, a l'oest amb Ferwerderadiel, a l'est amb De Marne (Groningen) i al sud amb Dantumadiel i Kollumerland en Nieuwkruisland.

## Nuclis de població
Font: CBS

## Administració
El consistori actual, després de les eleccions municipals de 2007, és dirigit pel socialista Marga Waanders. El consistori municipal consta de 21 membres, compost per:
- Crida Demòcrata Cristiana, (CDA) 7 escons
- Partit del Treball, (PvdA) 5 escons
- Partit Nacional Frisó, (FNP) 4 escons
- ChristenUnie, 2 escons
- Algemeen Belang Dongeradeel, 2 escons
- Partit Popular per la Llibertat i la Democràcia, (VVD) 1 escó

## Galeria d'imatges

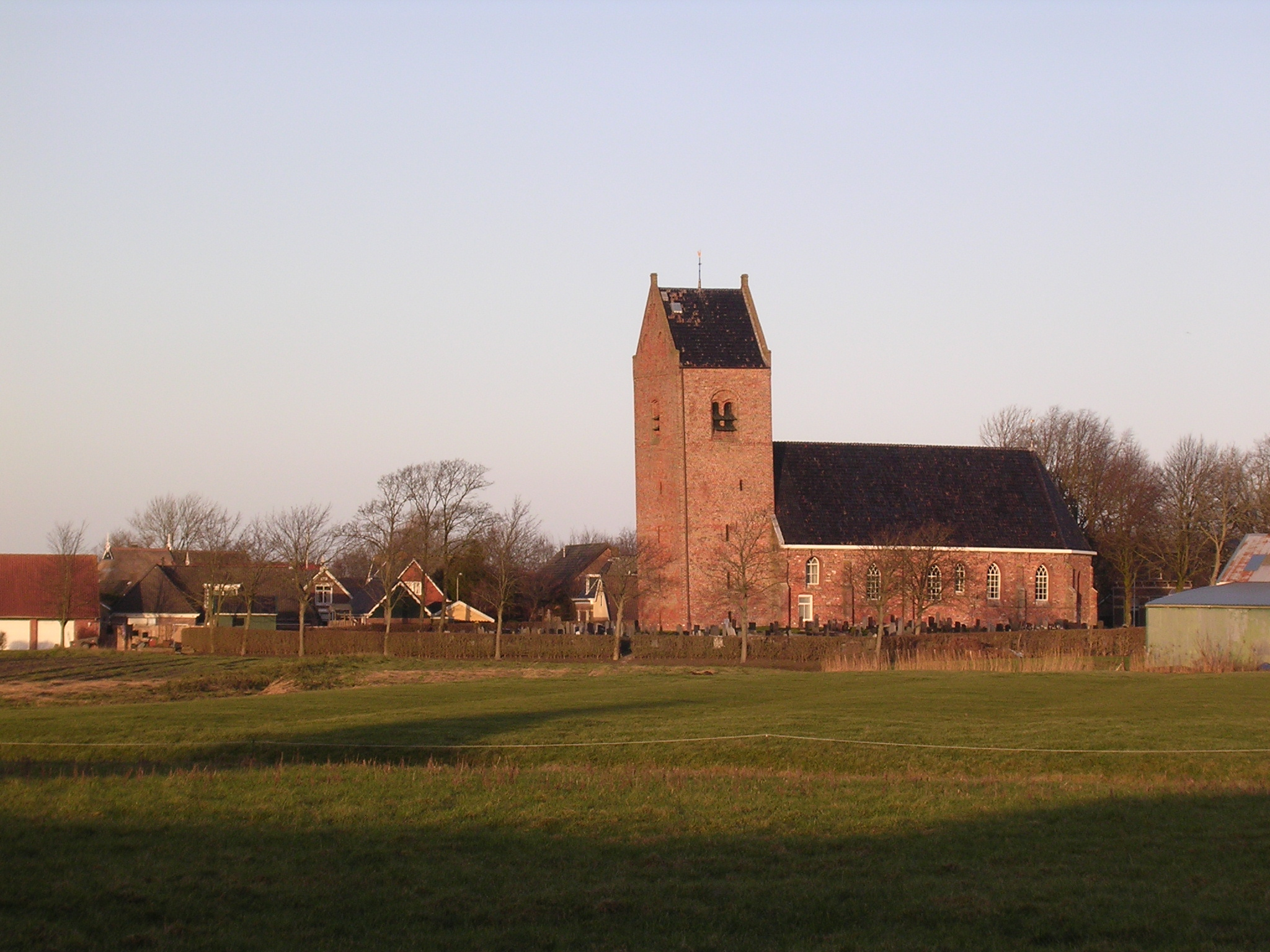
Església d'Easternijtsjerk
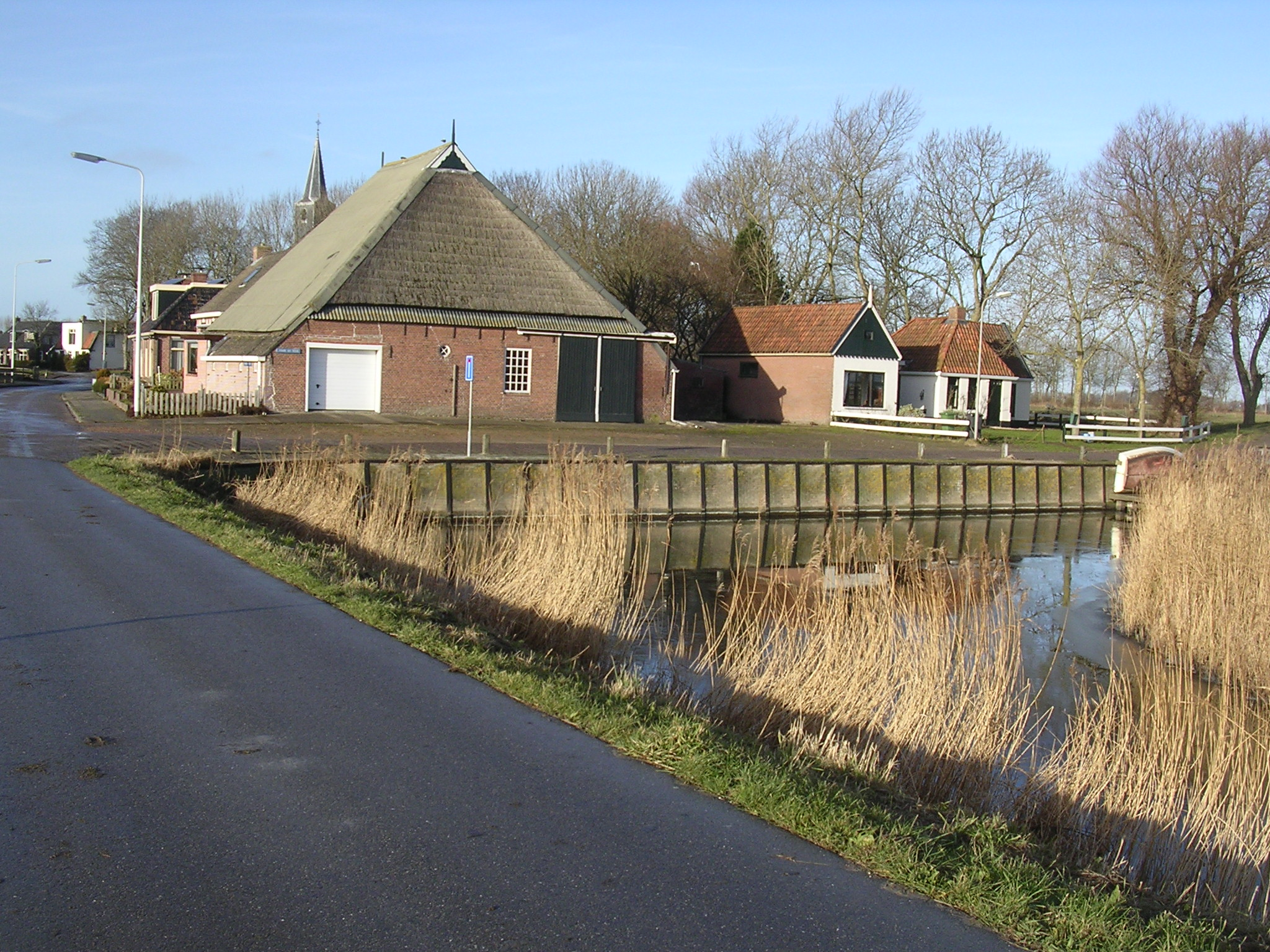
Ljoesens
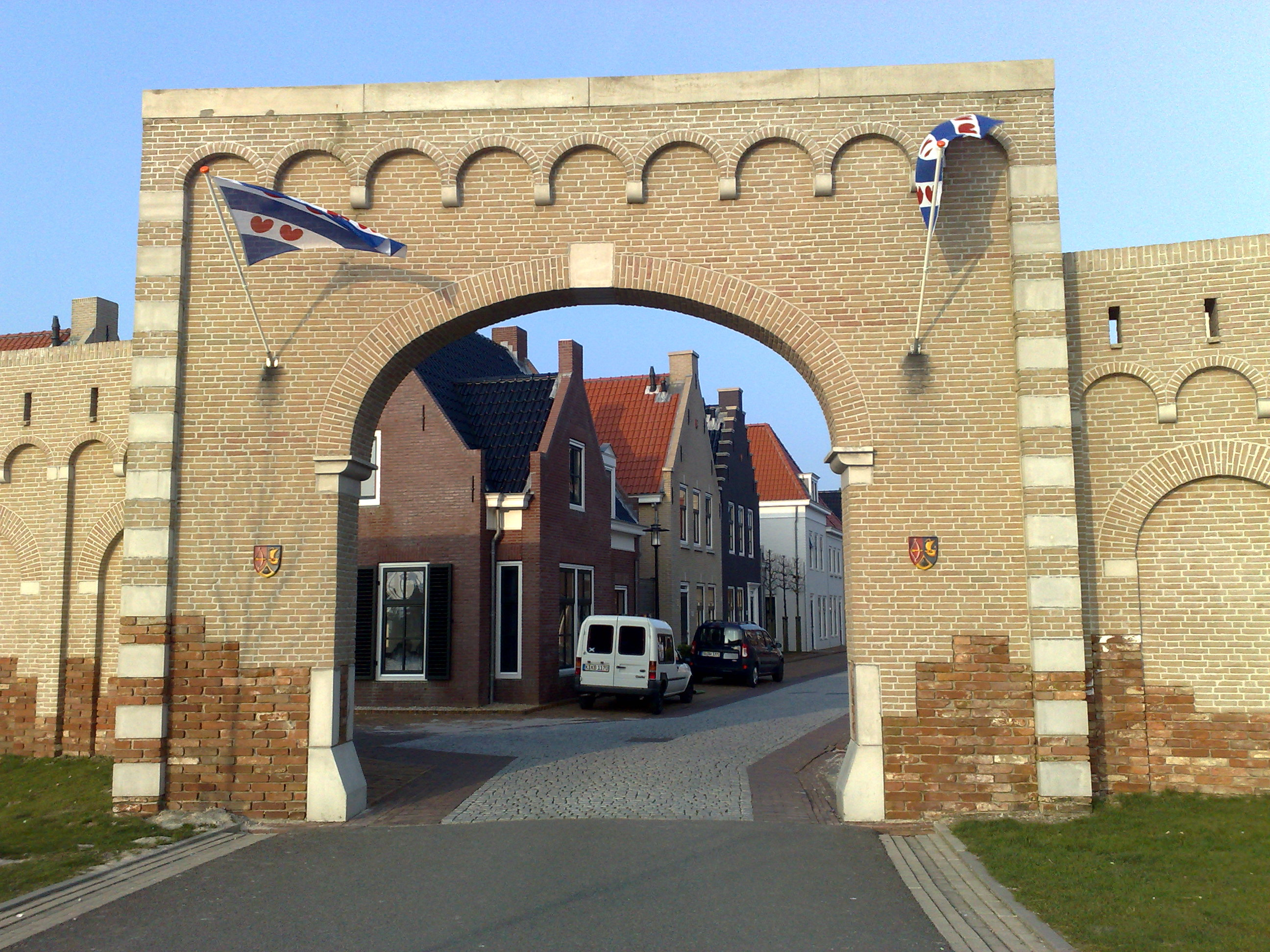
Porta d'Esonstad
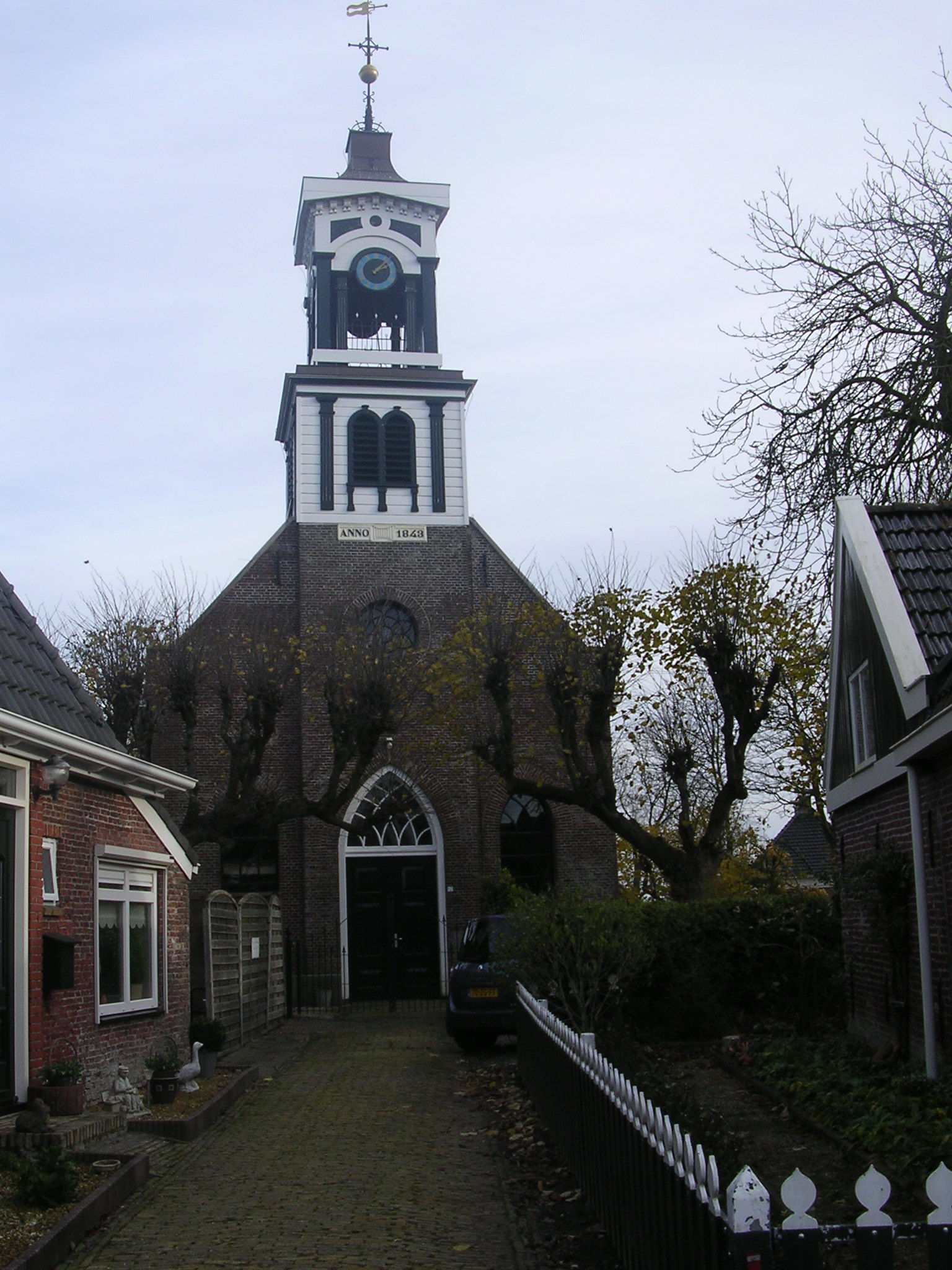
església de Moarre